# Hòn Em
Hòn Em of Hòn Trứng Nhỏ is een eiland in de archipel Côn Đảo, een archipel in de Zuid-Chinese Zee. Het eiland behoort tot de provincie Bà Rịa-Vũng Tàu, een van de provincies van Vietnam. Het heeft een oppervlakte van minder dan 0,1 km².
Het eilandje ligt 5 km ten zuidwesten van Hòn Anh.